# Iphiaulax oeneus
Iphiaulax oeneus är en stekelart som beskrevs av Cameron 1904. Iphiaulax oeneus ingår i släktet Iphiaulax och familjen bracksteklar. Inga underarter finns listade i Catalogue of Life.